# Pyramid Trough
Der Pyramid Trough (englisch für Pyramidentrog) ist ein tiefer Talkessel westlich des Gipfels The Bulwark in der Royal Society Range des ostantarktischen Viktorialands. Durch ihn hindurch floss einst ein Nebenarm des Koettlitz-Gletschers nach Norden zur Walcott Bay.
Teilnehmer der von der Victoria University unternommenen Antarktisexpeditionen (1960–1961) benannten ihn nach seiner örtlichen Nähe zum Gipfel The Pyramid.